# Rhyssemus biovatus
Rhyssemus biovatus är en skalbaggsart som beskrevs av Clouet 1901. Rhyssemus biovatus ingår i släktet Rhyssemus och familjen Aphodiidae. Inga underarter finns listade i Catalogue of Life.